# Erigi
Erigi (en llatí Erigyius, en grec antic Ἐρίγυιος o Ἐριγύϊος) fou un militar macedoni, fill de Laricos i nascut a Mitilene. Era amic personal d'Alexandre el Gran, i Filip II de Macedònia el va enviar a l'exili, juntament amb el seu germà Laomedó, Ptolemeu, Nearc i Hàrpal degut a aquesta amistat i acusats de prendre part en les intrigues d'Alexandre. Va tornar de l'exili quan Alexandre va pujar al tron l'any 336 aC i va ser oficial a l'exèrcit d'Alexandre.
Dirigia la cavalleria a la batalla d'Arbela l'any 331 aC i també va dirigir la cavalleria que va perseguir a Darios III de Pèrsia cap Ecbàtana. El mateix any va rebre el comandament d'una de les tres divisions enviades a ocupar Hircània i més tard va ser un dels generals enviats contra el sàtrapa Satibarzanes al que va matar de pròpia mà en una batalla. El 329 aC juntament amb Cràter i Hefestió i amb el suport de l'herald Aristandre de Telmessos, va intentar dissuadir a Alexandre de creuar el Iaxartes i lluitar contra els escites. El 328 aC va morir en combat contra els bactrians fugitius.